# Félix Mathé
Pour les articles homonymes, voir Mathé.
Félix Mathé (Pierre Félix Mathé), né le 20 novembre 1834 à Moulins (Allier) et mort le 27 août 1911 à Moulins, où il est enterré, est un homme politique français.

## Biographie
Neveu d'Antoine Félix Mathé, frère d'Henri Mathé, il est conseiller municipal de Moulins en 1881 et député de l'Allier de 1883 à 1898, siégeant au groupe de la Gauche radicale.